# Rue Principale (feuilleton)
Pour l’article homonyme, voir Rue Principale.
Rue Principale fut un des premiers feuilletons radiophoniques de l'histoire du Québec et un de ceux qui connurent la plus longue longévité de l'histoire de la radio au Québec après Jeunesse Dorée et Un Homme et son péché.
Le feuilleton fut mis en ondes par CKAC le 5 septembre 1937, simultanément par les stations CBF et CHRC. Il reste à l'antenne 22 ans, jusqu'au 7 août 1959. Le feuilleton radiophonique était diffusé du lundi au vendredi à midi quinze, immédiatement après Jeunesse Dorée. Il durait 15 minutes.
Cette œuvre radiophonique eut la particularité d'avoir été conçue par trois scripteurs différents. Édouard Baudry fut l'idéateur et en assuma l'écriture et la réalisation de 1937 jusqu'en 1941. À son départ en 1941, Rolland Bédard prit le relais au niveau de la réalisation et cela jusqu'à la fin du feuilleton en 1959.
Paul Gury (de 1941 à 1943 et de 1946 à 1959) et René-O. Boivin (1943 à 1946) prirent le relais au niveau de l'écriture.

## Synopsis
L’action se déroule dans un village typique (St-Albert) du Québec des années 1930 à 1950, avant la Révolution tranquille du Québec. On y suit les tribulations sentimentales de Ninette Lortie et Bob Gendron et plusieurs intrigues policières.

## Réalisation scénario et commanditaires
- Réalisateur : Édouard Baudry (1937-1941) et Rolland Bédard (1941-1959)
- Scénario : Édouard Baudry, René-O. Boivin et Paul Gury
- Commanditaires : Procter and Gamble

## Distribution
- Fred Barry : Georges Beauchamp
- Rolland Bédard : Louis Beaupré (1937-1959)
- Nicole Germain : Gisèle Bernard
- Ovila Légaré : François Séguin (1937-1939)
- Robert Gadouas : Pierrot Beauchamp
- Félix Leclerc : François Sansregret
- Juliette Béliveau
- Henri Poitras
- Amanda Alarie
- Marcelle Lefort
- Blanche Gauthier
- Georges Bouvier
- Hector Charland
- Albert Cloutier
- Julien Lippé
- Gérard Delage
- Arthur Lefebvre
- Juliette Huot
- Paul Berval
- Janine Sutto (1947 - ?)
- Denis Drouin
- Guy Godin

## Source
- Renée Legris, Propagande de guerre et nationalismes dans les radio-feuilletons (1939-1945), Fides, 1981
- André Boulanger. Rolland Bédard comédien. Éditions du Trécarré. 1984. 271p.